# Segelklappe
Als Segelklappe (Valvae atrioventriculares) werden diejenigen Herzklappen bezeichnet, die durch segelartige Zipfel (Cuspides) gekennzeichnet sind. Segelklappen finden sich am Herz der Säugetiere beidseits zwischen dem Vorhof (Atrium) und der Herzkammer (Ventriculus) und werden deshalb auch Atrioventrikularklappen oder AV-Klappen genannt. Die Segelklappe der rechten Herzseite besteht bei Säugetieren aus drei Segeln und wird deshalb als Trikuspidalklappe bezeichnet. Die Segelklappe der linken Herzseite hat bei Säugetieren nur zwei Segel und wird deshalb Bikuspidalklappe genannt. Die Segel sind an ihrer Basis am Herzskelett, an ihrem freien Rand über Chordae tendineae über die Papillarmuskeln befestigt.
Histologisch bestehen Segelklappen aus vier Schichten. Die dem Herzvorhof zugewandte Vorhofschicht (Lamina atrialis) besteht aus einer Lage Endothelzellen, die sich aus dem Endokard ableiten. Sie sind von einer dünnen Schicht Bindegewebsfasern und glatten Muskelzellen unterlagert. Unter der Atrialis liegt die Schwammschicht (Lamina spongiosa) aus lockerem Bindegewebe mit Kollagenfasern, Fibroblasten, elastischen Fasern sowie Anitschkow-Zellen, die in eine Grundsubstanz aus Proteoglykanen eingebettet sind. Die Bindegewebsschicht (Lamina fibrosa) besteht aus dichtem Bindegewebe und setzt sich an der Klappenbasis in die Anuli fibrosi des Herzskeletts, an den freien Rändern in die Eigenschicht der Sehnenfäden fort. Die der Herzkammer zugewandte Kammerschicht (Lamina ventricularis) besteht wie die Atrialis aus Endothelzellen und Bindegewebe, allerdings sind hier keine glatten Muskelzellen eingelagert.